# 송희 (1954년)
송희(宋熹, 1954년 2월 15일, 전라남도 고흥군 ~ )은 대한민국의 제6대 서울특별시 중구의원이다.

## 학력
- 경기대학교 서비스 경영전문대학원 석사 졸업
- 경기대학교 경영학 박사 재학

## 경력
- 중구 장애인후원회 회장
- 국제펜클럽 회원
- 한국문인협회 회원
- 새한국문학회 연수원 교수
- 새한국문학회 운영상임이사
- 중구 중림동 방위협 고문
- 중구 새마을 중림 어머니회 고문
- 중구 중림동 자치위원회 부위원장
- 한국청소년육성회 어머니 회장
- 국제 라이온스클럽 이사
- 2010.07 ~ 2011.05 제6대 서울특별시 중구의회 의원
- 2010.07 ~ 2011.05 제6대 서울특별시 중구의회 전반기 부의장

## 수상
- 1987.10.6 제3회 쑥향제 감사장
- 1996.6.5 청소년육성회 남대문지구 표창장
- 1999.12.7 청소년육성회 남대문 지구 표창장
- 2000.07.6 서울 중구청장 표창장
- 2001.4.9 남대문 경창서 감사패
- 2002.3.7 한국 청소년육성회 표창장
- 2002.4.8 고흥군 동강면 번영회 감사패
- 2002.10.21 서울 지방경찰청 감사장
- 2003.2.4 국제라이온스 표창장
- 2004.10.19 서울 중구청장 표창장
- 2004.5.19 남대문 경찰서 감사패
- 2004.6.24 국제라이온스 제14지구 표창장
- 2004.8.6 중림동 자치위원장 공로패
- 2005.5.18 서울지방경찰청 감사장
- 2005.5.30 재단법인 서울여성 장려상
- 2005.5.31 국제라이온스협회 354-C 지구 무궁화 사자대상
- 2006.7.20 서울시 자원봉사센터 인증서
- 2005.1.26 한국청소년육성회 남대문지구 표창장
- 2008.9.5 서울 봉래초등학교 감사패
- 2009.12.10 서울 중구청장 표창장

## 역대 선거 결과
|  | 55.10% |

|  | 27.37% |

|  | 16.34% |